# Mistrzostwa Świata w Pelocie Baskijskiej 2018
Mistrzostwa Świata w Pelocie Baskijskiej 2018 – 18. edycja mistrzostw świata, które odbyły się między 14 a 20 października w hiszpańskiej Barcelonie. Zawody zostały zorganizowane przez Międzynarodową Federację Peloty Baskijskiej.
Mistrzem świata została reprezentacja Francji, która po raz 7. zdobyła ten tytuł. Drugie miejsce zajęła reprezentacja Hiszpanii, a trzecie Meksyk.

## Uczestniczące reprezentacje
- Argentyna
- Boliwia
- Brazylia
- Chile
- Francja
- Gwatemala
- Hiszpania
- Kuba
- Meksyk
- Peru
- Salwador
- Stany Zjednoczone
- Urugwaj
- Włochy

## Wyniki

### Trinquete
| Konkurencja:                | 1. miejsce                                          | 2. miejsce                                    | 3. miejsce                                    |
| Hand-pelota (indywidualnie) | Baptiste Ducassou                                   | Eneko Maiz                                    | Mauricio López                                |
| Hand-pelota (pary)          | Francja Peio Larralde · Bixintxo Bilbao             | Meksyk Orlando Díaz · Martín Cabello          | Hiszpania Javier Luquin · Luis Sánchez        |
| Paleta goma (mężczyźni)     | Argentyna Facundo Andreasen · Santiago Andreasen    | Francja Stephane Suzanne · Patxi Guillenteguy | Hiszpania Aritz Larrarte · Sebastián Martínez |
| Paleta goma (kobiety)       | Francja Stephanie Leiza · Maritxu Housset           | Argentyna Sabrina Andrade · María García      | Meksyk Laura Puentes · Dulce Figueroa         |
| Paleta cuero                | Hiszpania Iñigo Ansó · Miguel Fernández de Lascoiti | Francja Denis Larretche · Valentin Cambos     | Urugwaj Andrés Pintos · Gastón Dufau          |

### Fronton (30 m)
| Konkurencja:            | 1. miejsce                                 | 2. miejsce                                          | 3. miejsce                            |
| Paleta goma (mężczyźni) | Arturo Rodríguez                           | Kevin Pucheux                                       | Federico Isaía                        |
| Paleta goma (kobiety)   | Francja Aizkoa Iturrino · Maritxu Housset  | Hiszpania Amaia Irazustabarrena · Maider Mendizabal | Meksyk Laura Puentes · Dulce Figueroa |
| Frontenis (mężczyźni)   | Meksyk Carlos Torres · Héctor Rodríguez    | Hiszpania Gustavo Vidal · Pablo Peñate              | Francja Aritz Azpeitia · Theo Pucheux |
| Frontenis (kobiety)     | Meksyk Guadalupe Hernández · Ariana Cepeda | Francja Louise Coyos · Claire Dutaret-Bordagaray    | Kuba Lisandra Lima · Yasmary Medina   |

### Fronton (36 m)
| Konkurencja:                | 1. miejsce                                   | 2. miejsce                                  | 3. miejsce                             |
| Hand-pelota (indywidualnie) | Javier Zabala                                | David Álvarez                               | Patxi Etchegaray                       |
| Hand-pelota (pary)          | Hiszpania Xabier Sancho · Aitor Gorrotxategi | Francja Yves Salaberry · Xabi Mendy         | Meksyk Juan Medina · Rafael Morales    |
| Paleta cuero                | Hiszpania Erik Zubiri · Javier Labiano       | Francja Benoit Chatellier · Pierre Casteran | Kuba Armando Chappi · Yoan Torreblanca |
| Pala corta                  | Francja Dan Necol · Sylvain Brefel           | Hiszpania Esteban Gaubeka · Emiliano Skufca | Argentyna Pablo Fusto · Juan Firpo     |

### Fronton (54 m)
| Konkurencja: | 1. miejsce                                  | 2. miejsce                             | 3. miejsce                                   |
| Cesta punta  | Hiszpania Aritz Erkiaga · Jonatan Hernández | Francja Jean Olharan · Nicolas Etcheto | Francja Patxi Tamborindeguy · Eric Irastorza |

## Klasyfikacja medalowa
| Miejsce | Reprezentacja | Złoto | Srebro | Brąz | Razem |
| 1.      | Francja       | 5     | 7      | 3    | 15    |
| 2.      | Hiszpania     | 5     | 4      | 2    | 11    |
| 3.      | Meksyk        | 3     | 2      | 4    | 9     |
| 4.      | Argentyna     | 1     | 1      | 2    | 4     |
| 5.      | Kuba          | 0     | 0      | 2    | 2     |
| 6.      | Urugwaj       | 0     | 0      | 0    | 1     |